# Super Handball League Men
De Super Handball League is een multinationale handbalcompetitie voor herenteams uit België en Nederland. De eerste editie van de toenmalige BENE-LIGA-competitie begon in januari 2008. Tussen 2010 en 2014 namen ook Luxemburgse teams deel aan het toernooi dat toen de naam Benelux Liga droeg. Tussen 2014 tot 2024 speelde de beste Nederlandse en Belgische onder de naam van de BENE-League Handball. 

## Geschiedenis

### BENE-LIGA (2007 - 2010)
Het idee om een samenwerking op te zetten tussen de Belgische en Nederlandse topclubs dateert al uit de jaren 80. Er werd, net als in veel andere sporten, echter vooral over gepraat. In 2006 werd het echter allemaal concreter. Er werd een systeem uitgedokterd om de vriendschappelijke wedstrijden uit de voorbereidingsperiode beter te kaderen, en een knock-out systeem werd opgezet: kwartfinales in heen-en terugwedstrijden tussen de top 4 uit België en Nederland, en de winnaars zouden elkaar partij geven in een Final 4. Eind 2007 werd bekendgemaakt dat er acht teams uit Nederland en België gingen strijden tegen elkaar. Het doel was om in 2010 een volwaardige Bene Liga-competitie op te starten met meer teams uit de Lage Landen.
De eerste editie van de Bene Liga werd gespeeld in 2008 als een soort bekerformule. Aan Belgische kant werd de spits afgebeten door Initia Hasselt, Tongeren, Sporting Neerpelt en KV Sasja. Uit Nederland namen Volendam, Aalsmeer, Hellas en Bevo HC deel. De opstart van de Bene Liga werd, symbolisch, aangekondigd in Baarle-Hertog. Evert ten Napel, een bekend Nederlands sportverslaggever leidde de persconferentie. In de eerste editie van de Bene Liga werd KV Sasja kampioen.

### Benelux Liga (2010 - 2014)
Na enkele jaren werd de Luxemburgse interesse groter en er werd afgesproken dat Luxemburgse ploegen zouden deelnemen vanaf het seizoen 2010/11. In 2010 werd de Final Four in Luxemburg gehouden als een welkom voor de Luxemburgers. De Luxemburgse ploegen Berchem, Esch, Dudelange en Differdange waren de eerste vier teams die voor Luxemburg uitkwamen. De naam van de BENE-LIGA werd Benelux liga.
In 2010 werd de opzet van de competitie veranderd. Het toernooi werd voortaan in twee poules gespeeld. Binnen deze poules speelden de ploegen tegen de tegenstanders van de poule, uit of thuis. In totaal waren er dus 6 Benelux weekenden gespeeld, elk land had er vier, waarin zowel zaterdag als zondag werd gespeeld.
Ondertussen werd er hard gewerkt aan de integratie van de Benelux Liga in de nationale competities. De Benelux Liga had de voorbije jaren de sportieve meerwaarde meer dan bewezen, maar de kalender raakte overbelast. In 2014 had de Luxemburgse Handbalfederatie (FLH) besloten niet langer deel te nemen aan het toernooi, waardoor de oorspronkelijke naam weer gebruikt werd en het geen toernooi maar een competitie werd. Luxemburg organiseerde wel de laatste Final Four van de Benelux liga, in Differdange.

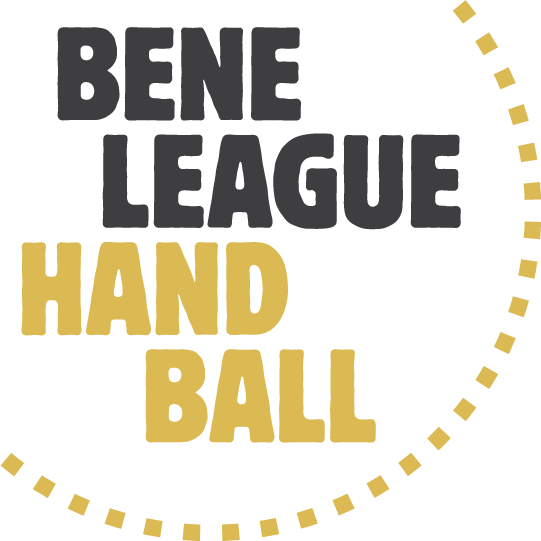
Tussen 2014 tot 2024 de logo van de BENE-League.

### BENE-League (2014 - 2024)
Vanaf het seizoen 2014/15 is de BENE-League een volwaardige competitie geworden. In het begin bestond de competitie uit vier Nederlandse als vier Belgische teams. Pas in 2016/17 werd de BENE-League uitgebreid naar twaalf teams. Na de reguliere competitie wordt de BENE-League afgesloten met een Final Four weekend rond februari. Daarna spelen de clubs in de nacompetitie in eigen land om te beslissen wie zich tot landskampioen mag kronen en wie gaat degraderen/handhaven. Over de regels voor promotie/degradatie mogen de nationale bonden zelf beslissen.
Door het stilleggen van de slotweekend van de BENE-League (Final Four) door de Coronapandemie heeft Houten via een persbericht bekendgemaakt om in het seizoen erop niet meer wilden uitkomen in de BENE-League en wilden terug naar de eredivisie. Door het terugvallen van Houten werd de club uitgesloten van de competitie tot en met 2022/23. In België hadden de clubs Tongeren en Initia Hasselt twijfels over het voor bestaan over de BENE-League. Dat lieten ze weten in een artikel in het dagblad Het Belang van Limburg. In dit artikel zeggen de clubs dat zij ook wellicht uit de competitie willen stappen als er niet naar hen werd geluisterd. De strekking van hun betoog was dat de twee clubs als amateursportclubs willen blijven en zich niet schikken naar strengere eisen.
Door de ongeregeldheden in de BENE-League werd in het seizoen 2020/21 besloten om de competitie uit 11 clubs, 5 Nederlandse en 6 Belgische, te laten bestaan. In seizoen 2021/22 gaat de competitie terug naar 12 clubs. Om de BENE-League in goede banen te brengen had de competitie een nieuwe structuur neer te zetten, wat bestaat uit Raad van Toezicht (RvT), een professioneel BENE-League Manager en een BENE-League Platform. Daarnaast heeft het NHV en de KBHB een vierjarige overeenkomst gesloten voor de BENE-League. In die vier jaar wordt de doelstelling van de BENE-League om ernaar te streven om een kwalitatieve opleiding competitie uit te bouwen waarbij het accent komt te liggen op de jeugdopleiding en talentontwikkeling ten voordele van de club, supporters, media, partners en nationale jeugdselecties. Hoe de competitieleiding dit wil bewerkstelligen is nog niet bekendgemaakt.
Het seizoen 2020/21 werd na twee speelde wedstrijden stilgelegd. Dat maakte het bestuur van de BENE-League bekend op 19 februari 2021 dat het seizoen 2020/21 niet wordt uitgespeeld en te focussen op het volgend seizoen. Hierdoor spelen de Nederlandse en de Belgische deelnemende teams in een volwaardige competities om het landskampioenschap in eigen land. In het seizoen 2021/22 heeft Nederland weer met zes teams uitkomen in de BENE-League. Quintus zou het gat van Houten opvullen in dat seizoen.

### Super Handball League (2024 - heden)
Nadat de BENE-League tien jaar bestond is er gekozen voor een nieuwe naam, de Super Handball League.

## Seizoen 2023/24
| Land      | Club             | Stad               | Gemeente         | Provincie     |
| --------- | ---------------- | ------------------ | ---------------- | ------------- |
| België    | Achilles Bocholt | Bocholt            | Bocholt          | Limburg       |
| België    | KTSV Eupen       | Eupen              | Eupen            | Luik          |
| België    | KV Sasja HC      | Hoboken            | Antwerpen        | Antwerpen     |
| België    | HUBO Handbal     | Hasselt - Tongeren | Hasselt Tongeren | Limburg       |
| België    | Sporting Pelt    | Neerpelt - Lommel  | Pelt             | Limburg       |
| België    | HC Visé BM       | Wezet              | Wezet            | Luik          |
| Nederland | Aalsmeer         | Aalsmeer           | Aalsmeer         | Noord-Holland |
| Nederland | Bevo HC          | Panningen          | Peel en Maas     | Limburg       |
| Nederland | Handbal Houten   | Houten             | Houten           | Utrecht       |
| Nederland | Hurry-Up         | Zwartemeer         | Emmen            | Drenthe       |
| Nederland | Limburg Lions    | Sittard - Geleen   | Sittard-Geleen   | Limburg       |
| Nederland | Volendam         | Volendam           | Edam-Volendam    | Noord-Holland |

## Competitieopzet
- De beste zes ploegen van Belgische eerste nationale en de beste vijf ploegen uit de Nederlandse eredivisie spelen een volledige competitie tegen elkaar.
- De vier ploegen die aan het einde van deze competitie bovenaan staan, strijden om de titel van de BENE-League. Dit gebeurt in één weekend. Op de zaterdag de halve finales (nummer 1 van de competitie tegen nummer 4, en nummer 2 tegen nummer 3), en op de zondag de strijd om plaats 3/4 en de finale.
- De 2 Belgische ploegen, die in BENE-League als laagste zijn geëindigd, spelen onderling een best-of-five. De winnaar van deze tweekamp speelt volgend seizoen wederom in de BENE-League en de verliezende ploeg in de reguliere competitie van de Belgische eerste nationale.
- Ook de 2 Nederlandse ploegen, die in BENE-League als laagste zijn geëindigd, spelen onderling een best-of-five. De verliezer van deze tweekamp degradeert naar reguliere competitie van de Nederlandse eredivisie. De winnaar moet daarna in een best-of-three nog strijden tegen de verliezer van de best-of-five tussen de nummers één en twee van de reguliere competitie van de Nederlandse eredivisie. De winnaar van de best-of-three speelt volgend seizoen in de BENE-League, en de verliezer in de reguliere competitie van de eredivisie.

Van de Belgische ploegen degradeert één ploeg. Van de Nederlandse ploegen degradeert er met zekerheid één en, afhankelijk van de nacompetitie in Nederland, mogelijk nog een tweede ploeg.

## Eindstand
| Jaar                  | Goud                                                                | Zilver                                                              | Brons                                                               | 4                                                                   |
| --------------------- | ------------------------------------------------------------------- | ------------------------------------------------------------------- | ------------------------------------------------------------------- | ------------------------------------------------------------------- |
| BENE-LIGA             |                                                                     |                                                                     |                                                                     |                                                                     |
| 2008                  | KV Sasja HC                                                         | Bevo HC                                                             | Initia Hasselt                                                      | Tongeren                                                            |
| 2008/2009             | Aalsmeer                                                            | Volendam                                                            | Initia Hasselt                                                      | KV Sasja HC                                                         |
| 2009/2010             | Volendam                                                            | Achilles Bocholt                                                    | E&O                                                                 | Tongeren                                                            |
| Benelux Liga          |                                                                     |                                                                     |                                                                     |                                                                     |
| 2010/2011             | Volendam                                                            | HC Berchem                                                          | Tongeren                                                            | Initia Hasselt                                                      |
| 2011/2012             | Volendam                                                            | Initia Hasselt                                                      | Tongeren                                                            | Limburg Lions                                                       |
| 2012/2013             | Achilles Bocholt                                                    | Volendam                                                            | Initia Hasselt                                                      | Hurry-Up                                                            |
| 2013/2014             | Initia Hasselt                                                      | Limburg Lions                                                       | Achilles Bocholt                                                    | Volendam                                                            |
| BENE-League           |                                                                     |                                                                     |                                                                     |                                                                     |
| 2014/2015             | Limburg Lions                                                       | Bevo HC                                                             | Tongeren                                                            | Initia Hasselt                                                      |
| 2015/2016             | Initia Hasselt                                                      | Limburg Lions                                                       | Bevo HC                                                             | Achilles Bocholt                                                    |
| 2016/2017             | Achilles Bocholt                                                    | Limburg Lions                                                       | Tongeren                                                            | Initia Hasselt                                                      |
| 2017/2018             | Achilles Bocholt                                                    | Limburg Lions                                                       | Aalsmeer                                                            | Initia Hasselt                                                      |
| 2018/2019             | Achilles Bocholt                                                    | HC Visé BM                                                          | Limburg Lions                                                       | Aalsmeer                                                            |
| 2019/2020             | Achilles Bocholt                                                    | Limburg Lions                                                       | Bevo HC                                                             | HC Visé BM                                                          |
| 2020/2021             | Editie niet uitgespeeld i.v.m. Coronacrisis in België en Nederland. | Editie niet uitgespeeld i.v.m. Coronacrisis in België en Nederland. | Editie niet uitgespeeld i.v.m. Coronacrisis in België en Nederland. | Editie niet uitgespeeld i.v.m. Coronacrisis in België en Nederland. |
| 2021/2022             | Limburg Lions                                                       | Achilles Bocholt                                                    | Geen wedstrijd voor de derde plaats.                                | Geen wedstrijd voor de derde plaats.                                |
| 2022/2023             | Achilles Bocholt                                                    | Limburg Lions                                                       | Geen wedstrijd voor de derde plaats.                                | Geen wedstrijd voor de derde plaats.                                |
| 2023/2024             | HC Visé BM                                                          | Achilles Bocholt                                                    | Geen wedstrijd voor de derde plaats.                                | Geen wedstrijd voor de derde plaats.                                |
| Super Handball League |                                                                     |                                                                     |                                                                     |                                                                     |
| 2024/2025             |                                                                     |                                                                     |                                                                     |                                                                     |

| Titels per club | Titels per club  | Titels per club                    |
| #               | Club             | Jaren                              |
| --------------- | ---------------- | ---------------------------------- |
| 6               | Achilles Bocholt | 2013, 2017, 2018, 2019, 2020, 2023 |
| 3               | Volendam         | 2010, 2011, 2012                   |
| 2               | Initia Hasselt   | 2014, 2016                         |
| 2               | Limburg Lions    | 2015, 2022                         |
| 1               | HC Visé BM       | 2024                               |
| 1               | Aalsmeer         | 2009                               |
| 1               | KV Sasja HC      | 2008                               |

## Deelnamen Final Four
| #  | Club             | Jaren                                                            |
| -- | ---------------- | ---------------------------------------------------------------- |
| 11 | Achilles Bocholt | 2010, 2013, 2014, 2016, 2017, 2018, 2019, 2020, 2022, 2023, 2024 |
| 11 | Limburg Lions    | 2012, 2014, 2015, 2016, 2017, 2018, 2019, 2020, 2022, 2023, 2024 |
| 10 | Initia Hasselt   | 2008, 2009, 2011, 2012, 2013, 2014, 2015, 2016, 2017, 2018       |
| 6  | Tongeren         | 2008, 2010, 2011, 2012, 2015, 2017                               |
| 6  | Volendam         | 2009, 2010, 2011, 2012, 2013, 2014                               |
| 6  | Aalsmeer         | 2009, 2018, 2019, 2022, 2023, 2024                               |
| 4  | Bevo HC          | 2008, 2015, 2016, 2020                                           |
| 3  | HC Visé BM       | 2019, 2020, 2024                                                 |
| 2  | Sporting Pelt    | 2022, 2023                                                       |
| 2  | KV Sasja HC      | 2008, 2009                                                       |
| 1  | HC Berchem       | 2011                                                             |
| 1  | E&O              | 2010                                                             |
| 1  | Hurry-Up         | 2013                                                             |

- In 2020 ging de Final Four niet door de coronapandemie.

## Eeuwenklassement (sinds 2010)
| Spelend in de BENE-League in 2022/23                       |
| Spelend in de nationale competitie in 2022/23              |
| Door fusie of federatie niet meer actief in de BENE-League |

| #  | Club                 | /13 | Eerste    | Beste | Gsp | W   | G  | V  | Pnt | DV   | DT   | DS   |
| -- | -------------------- | --- | --------- | ----- | --- | --- | -- | -- | --- | ---- | ---- | ---- |
| 1  | Achilles Bocholt     | 13  | 2010/2011 | 1e    | 201 | 147 | 12 | 42 | 306 | 6379 | 5465 | +914 |
| 2  | Limburg Lions        | 12  | 2011/2012 | 1e    | 199 | 133 | 17 | 49 | 283 | 6010 | 5391 | +619 |
| 3  | Volendam             | 13  | 2010/2011 | 1e    | 192 | 96  | 15 | 81 | 207 | 5495 | 5279 | +216 |
| 4  | Aalsmeer             | 12  | 2010/2011 | 3e    | 184 | 90  | 16 | 78 | 196 | 5278 | 5044 | +234 |
| 5  | Initia Hasselt       | 12  | 2010/2011 | 1e    | 180 | 88  | 10 | 82 | 186 | 5004 | 5001 | +3   |
| 6  | Bevo HC              | 10  | 2010/2011 | 2e    | 167 | 77  | 18 | 72 | 172 | 4804 | 4722 | +82  |
| 5  | Tongeren             | 12  | 2010/2011 | 3e    | 169 | 78  | 11 | 80 | 167 | 4643 | 4667 | −24  |
| 8  | HC Visé BM           | 7   | 2016/2017 | 2e    | 134 | 74  | 16 | 44 | 164 | 3931 | 3732 | +199 |
| 9  | Hurry-Up             | 9   | 2012/2013 | 4e    | 150 | 64  | 15 | 71 | 143 | 4286 | 4280 | +6   |
| 10 | Sporting Pelt        | 8   | 2011/2012 | 4e    | 126 | 64  | 7  | 55 | 135 | 3726 | 3548 | +178 |
| 11 | KV Sasja HC          | 6   | 2012/2013 | 5e    | 102 | 26  | 11 | 65 | 63  | 2632 | 2958 | −326 |
| 12 | Quintus              | 5   | 2011/2012 | 11e   | 92  | 9   | 2  | 80 | 20  | 2262 | 2938 | −676 |
| 13 | HB Dudelange         | 4   | 2010/2011 | 5e    | 24  | 7   | 5  | 12 | 19  | 647  | 699  | −52  |
| 23 | HUBO Handbal         | 1   | 2022/2023 | 6e    | 22  | 8   | 2  | 12 | 18  | 674  | 665  | +9   |
| 14 | Handball Esch        | 3   | 2010/2011 | 6e    | 20  | 8   | 1  | 11 | 17  | 545  | 550  | −5   |
| 15 | AtomiX               | 5   | 2010/2011 | 12    | 71  | 8   | 1  | 62 | 17  | 1875 | 2457 | -582 |
| 16 | Handball Käerjeng    | 3   | 2011/2012 | 6e    | 20  | 7   | 1  | 12 | 15  | 555  | 616  | −61  |
| 17 | HC Berchem           | 2   | 2010/2011 | 2e    | 10  | 6   | 1  | 3  | 13  | 276  | 270  | +6   |
| 22 | KTSV Eupen           | 1   | 2022/2023 | 10    | 22  | 5   | 2  | 15 | 12  | 622  | 735  | -113 |
| 18 | Red Boys Differdange | 4   | 2010/2011 | 7e    | 25  | 4   | 2  | 19 | 10  | 608  | 714  | −106 |
| 19 | E&O                  | 2   | 2010/2011 | 3e    | 12  | 4   | 0  | 8  | 8   | 306  | 329  | −23  |
| 20 | OLSE Merksem         | 1   | 2016/2017 | 11e   | 22  | 3   | 1  | 18 | 7   | 553  | 656  | −103 |
| 21 | Houten               | 1   | 2019/2020 | 11e   | 22  | 3   | 0  | 19 | 6   | 582  | 736  | −154 |
| 24 | Tachos               | 1   | 2022/2023 | 11e   | 22  | 2   | 0  | 20 | 4   | 498  | 742  | -244 |

Bijgewerkt: 13 juni 2022
1. ↑  Sporting Pelt heeft ook onder de namen van Sporting Neerpelt en Sporting NeLo in de BENE-League gespeeld.
2. ↑  Fusieclub tussen Initia Hasselt en Tongeren.
3. ↑  Handball Käerjeng heeft ook ander de naam HBC Baschare in de BENE-League gespeeld.